# Bala da Babiya
Bala da Babiya (dosł. Bala i Babiya) – powieść dydaktyczna nigeryjskiego (hausańskiego) pisarza Nuhu Bamaliego z 1950 roku. 
Głównym wątkiem książki jest walka tytułowych bohaterów, małżeństwa, o zaprowadzenie odgórnie zarządzonej higieny na nigeryjskiej prowincji (w miasteczku Bundżuku), i posiada cechy utylitarno-oświatowe, a także groteskowe. Groteska, która przejawia się m.in. w wykpieniu zacofanych Nigeryjczyków, którzy sami drwią ze zmian sanitarnych wprowadzanych przez dwójkę bohaterów, również pełni tu funkcje wychowawcze. Literaturoznawca nigeryjski Ibrahim Yaro Yahaya wymienił utwór w gronie Littattafai kan kiwon lafiya (książek na temat higieny).